# L'amour oublie le temps
Singles de Mireille Mathieu
Folle, folle, follement heureuse
(1974) Le vent de la nuit
(1974)
Pistes de Le Vent de la nuit
Folle, folle, follement heureuse Un jour, on dit je t'aime
L'amour oublie le temps est un titre interprété par la chanteuse française Mireille Mathieu et publié par la maison de disques Philips en France en 1974. Les paroles de cette chanson sont de la parolière Catherine Desage et la mélodie est de l'auteur-compositeur allemand Christian Bruhn qui a écrit la mélodie de nombreux titres pour la chanteuse.

## Crédits du 45 tours
Mireille est accompagnée par :
- le grand orchestre de  Christian Bruhn pour L'amour oublie le temps[2] ;
- le grand orchestre de Gérard Gustin pour Romantica[2].

## Reprises
La chanson L'amour oublie le temps sera reprise en allemand par Mireille Mathieu et deviendra Wenn es die Liebe will.

## Principaux supports discographiques
L'amour oublie le temps se retrouve pour la première fois sur le 32e 45 tours de la chanteuse publié chez Philips dans la série Parade avec ce titre en face A et la chanson Romantica en face B. Elle sera également sur l'album d'où provient le 45 tours, Le vent de la nuit, publié aussi chez Philips en 1974. 
Cette chanson se retrouve pour la première fois sur un CD en 1988 sur la compilation Les Plus Grands Succès, volume 2 : 1970-1975. On peut la retrouver également sur la compilation la plus récente de la chanteuse en France, Une vie d'amour, publiée en 2014.

## Classements

### Classements hebdomadaires
| Classement (1974)                       | Meilleure position |
| --------------------------------------- | ------------------ |
| Belgique (Wallonie Ultratop 50 Singles) | 26                 |